# Gemeindedirektor (Finnland)
Ein Gemeindedirektor (finnisch kunnanjohtaja, schwedisch kommundirektör) bzw. Stadtdirektor (kaupunginjohtaja, schwedisch stadsdirektör) ist in Finnland ein nach § 24 Gemeinderecht bestimmter Beamter, der als Sprecher der Gemeinderegierung auftritt und die Gemeinde leitet.

## Gesetzestext
Gemeinderecht 17. März 1995/365 (Übersetzung ohne Gewähr)

”24 §

Kunnanjohtaja

Kunnassa on kunnanjohtaja, joka johtaa kunnanhallituksen alaisena kunnan hallintoa, taloudenhoitoa sekä muuta toimintaa. Valtuusto valitsee kunnanjohtajan toistaiseksi tai määräajaksi.

Valtuuston toimikaudeksi valittu kunnanjohtaja voidaan valita kunnanhallituksen puheenjohtajaksi. Tällaisen kunnanjohtajan vaali toimitetaan ennen kunnanhallituksen vaalia ja hänen toimikautensa jatkuu siihen saakka, kunnes uusi kunnanjohtaja on valittu.

Jollei kunnanjohtajan vaalissa kukaan ole saanut yli puolta annetuista äänistä, toimitetaan uusi vaali kahden eniten ääniä saaneen välillä. Tässä vaalissa eniten ääniä saanut tulee valituksi.

Kunnanjohtajalla on oikeus käyttää puhevaltaa kunnanhallituksen puolesta sekä saada kunnan viranomaisilta tietoja ja nähtäväkseen asiakirjoja, jollei salassapitoa koskevista säännöksistä muuta johdu.”

„§ 24

Gemeindedirektor

In der Gemeinde gibt es einen Gemeindedirektor, welcher die Verwaltung der Gemeinderegierung, Ökonomieverwaltung sowie andere Tätigkeiten leitet. Der Gemeinderat (valtuusto) wählt den Gemeindedirektor bis auf weiteres oder für eine gewisse Frist. Der vom Gemeinderat gewählte Gemeindedirektor kann zum Präsidenten der Gemeinderegierung gewählt werden. Eine solche Gemeindedirektorwahl wird vor den Gemeinderegierungswahlen durchgeführt, und eine Amtszeit dauert solange an, bis ein neuer Gemeindedirektor gewählt ist.

Wenn in den Gemeindedirektorwahlen niemand eine Stimmenmehrheit erhalten hat, wird eine neue Wahl zwischen den zwei Kandidaten mit den meisten Stimmen durchgeführt. Derjenige, der in diesen Wahlen mehr Stimmen erhält, wird zum Gemeindedirektor ernennt. Der Gemeindedirektor hat das Recht, im Auftrag der Gemeinderegierung zu sprechen sowie von den Behörden Informationen und Akteneinsicht zu erhalten, wenn sich aus den Vorschriften der Geheimhaltung nichts Anderes ergibt.“